# Ixa monodi
Ixa monodi is een krabbensoort uit de familie van de Leucosiidae. De wetenschappelijke naam van de soort is voor het eerst geldig gepubliceerd in 1956 door Holthuis & Gottlieb.